# Dominicanen

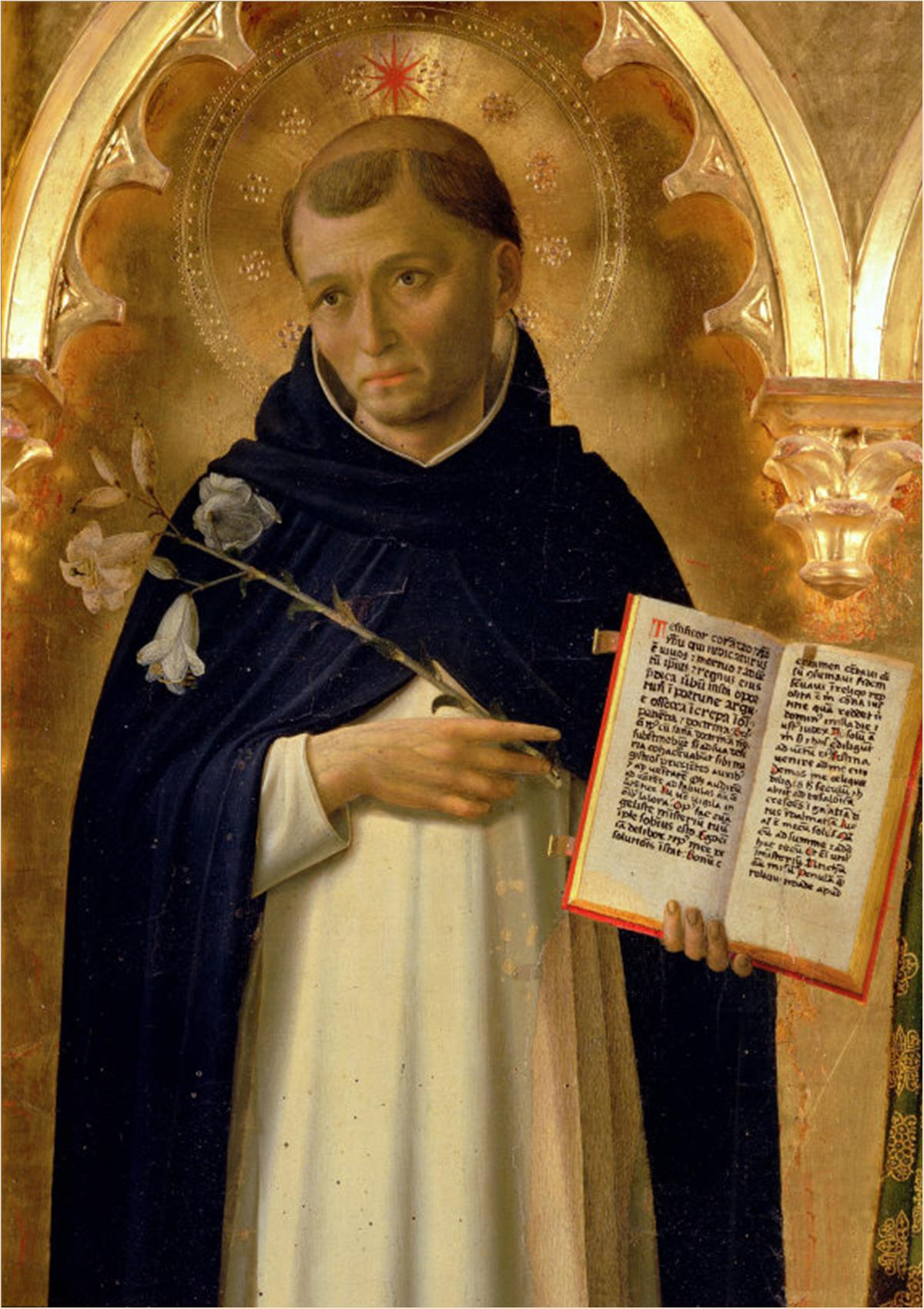
Dominicus Guzmán, stichter van de Orde der Predikheren (Dominicanen)

De dominicanen of Orde der Predikheren (Latijn: Ordo Praedicatorum, O.P.) vormen een rooms-katholieke bedelorde, die in 1215 is gesticht in Frankrijk door de Castiliaanse priester Dominicus Guzmán met als doel de leer en de regels van de Rooms-Katholieke Kerk te verkondigen en mensen die een ander geloof hadden (heidenen) of de regels van de Rooms-Katholieke kerk niet nauwkeurig volgden (ketters) te bestrijden. De orde werd op 22 december 1216 goedgekeurd door paus Honorius III.

## Geschiedenis
Op het Vierde Lateraans Concilie van 1215 waren prediking en zielzorg genoemd als belangrijke priesterlijke taken die in die tijd van priesters onvoldoende aandacht kregen. Dominicus Guzmán richtte zijn orde speciaal ervoor op om in deze nood te voorzien. Eind 1216 verkreeg hij van paus Honorius III in diens bul Religiosam vitam goedkeuring voor zijn initiatief. Hij stuurde de eerste leden van zijn orde naar de universiteiten, speciaal naar Parijs en Bologna, om zich te bekwamen in de theologie. De dominicanen (actieven) kregen van paus Gregorius IX met de pauselijke bul Ille humani generis in 1231 de inquisitietaak opgedragen. Deze orde behoort met onder andere de franciscanen tot de bedelorden. De dominicanen volgen de Regel van Augustinus en eigen constituties. De orde van de dominicanen werd en wordt gekenmerkt door intellectuele inspanningen, grondige studie, actieve interesse in de stedelijke samenleving, prediking en missionaire activiteiten. De dominicanen verbinden contemplatie (beschouwing) met actie. In Utrecht kwam in 1232 de eerste Nederlandse vestiging van de dominicanen.
Zoals vele orden kenden de dominicanen perioden van bloei en verval. In de dertiende eeuw had de orde in Europa een enorme groei doorgemaakt. Auteurs als Jacobus de Voragine met zijn Legenda Aurea, de zeer geliefde verzameling heiligenlevens, de encyclopedist Thomas van Cantimpré en Vincent van Beauvais, die liefst drie encyclopedieën schreef, zijn slechts enkele onder vele namen. Raymundus van Peñafort, later magister-generaal van de orde, redigeerde de duizenden pauselijke decretalen tot een nieuw kerkelijk wetboek voor paus Gregorius IX, dat in 1234 verscheen. Hugo van Saint-Cher en een staf van medewerkers in Parijs ontwikkelden de eerste min of meer volledige concordantie op de Bijbel.
Al in de veertiende eeuw waren er klachten over verslapping, net als binnen andere orden, maar tegelijk bloeide de dominicaanse mystiek met namen als Meester Eckhart, Heinrich Seuse en Johannes Tauler. Magister-generaal Raymundus van Capua, eerder biechtvader van Catharina van Siëna, wist eind veertiende eeuw een observantiebeweging op gang te brengen, die in de volgende eeuw vooral vanuit Noord-Nederland vorm kreeg binnen de Hollandse congregatie waarin een aantal kloosters zich verenigde. Vincent Ferrer trok met zijn rabiaat anti-joodse boetepreken door grote delen van Europa. Ook de beruchte vijftiende-eeuwse Spaanse grootinquisiteur Tomás de Torquemada was een dominicaan. De beroemde schilder Fra Angelico was een Florentijnse dominicaan.
Begin zestiende eeuw traden de dominicanen sterker naar voren. Maarten Luther raakte als augustijn juist met dominicanen als de Thomaskenner Thomas Cajetanus, Johann Tetzel en Johannes Eck in conflict. In Spanje becommentarieerden theologen als Bartolomé de las Casas en Francisco de Vitoria de theologische en juridische implicaties van de veroveringen in de Nieuwe Wereld. Zij staan tot op zekere hoogte mede aan de oorsprong van het volkenrecht en de mensenrechten. Zij en andere dominicanen in de School van Salamanca vormen de boegbeelden van de Spaanse scholastiek. Vele dominicaanse bisschoppen en theologen namen deel aan het Concilie van Trente dat de Contrareformatie inluidde. Paus Pius V stelde de traditie in dat de pausen het witte gewaad van de dominicanen dragen, echter zonder de zwarte mantel. Aan de dominicanen is sinds eeuwen de functie van magister palatii toevertrouwd, de huistheoloog van de paus. Ook in Latijns-Amerika waren de dominicanen al snel aanwezig. De dominicanes Rosa van Lima werd in de zeventiende eeuw zelfs de eerste heilige van dit continent. De heilige Martinus van Porres doorbrak als mulat de grenzen van een blanke Europese orde.

### Dominicaanse staties in Nederland
Tegen 1800 bezat de orde dertien staties in het gebied van de Hollandse Zending: twee in Amsterdam (Het Stadhuis van Hoorn en Het Torentje); verder telkens één in Rotterdam (Het Steiger), Schiedam (Dam), Leiden (Bakkersteeg), Leeuwarden (Speelmanstraat), Groningen (Caroli-weg), Alkmaar (Banegracht), Nijmegen (Jodengas), Utrecht (Walsteeg), Tiel (Sint-Walburg’s Kerkhof), De Goorn en Neerbosch.

### 19e eeuw en later
Met name de ontwikkelingen in Frankrijk waren door de eeuwen heen van groot belang voor de ontwikkeling van de dominicanen. Na de Franse Revolutie en golven van antiklerikalisme waren er in Europa bijna geen dominicanen meer. In de negentiende eeuw slaagden Henri-Dominique Lacordaire en Victor Jandel erin de orde feitelijk te herstichten in een nieuwe vorm, wat ook andere orden en congregaties inspireerden tot nieuwe vestigingen. Vanaf midden negentiende eeuw is de orde over de gehele wereld verbreid. In het Heilige Land stichtte Marie-Joseph Lagrange in 1890 de fameuze École Biblique te Jeruzalem, het eerste internationale onderzoeksinstituut voor de archeologie van het Midden-Oosten. Ook in de twintigste eeuw oefenden dominicaanse theologen als Marie-Dominique Chenu, de latere kardinaal Yves Congar en de Vlaamse theoloog Edward Schillebeeckx grote invloed uit op de ontwikkeling van theologie en kerk, met name tijdens het Tweede Vaticaans Concilie en de stroming van de Nouvelle Théologie. De Belgische dominicaan Dominique Pire kreeg in 1958 de Nobelprijs voor de Vrede. Een van de bekendste bevrijdingstheologen is de in 2004 ingetreden dominicaan Gustavo Gutiérrez. Ook van de Engelse oudmagister-generaal Timothy Radcliffe worden de boeken in vele talen vertaald. In Nederland speelde de dominicaan Jan van der Ploeg, hoogleraar Hebreeuws, Oud-Syrisch en archeologie en emeritus rector magnificus van de Katholieke Universiteit Nijmegen, een belangrijke rol. Dominicanen besturen wereldwijd nog altijd een aantal van oorsprong katholieke universiteiten en onderzoeksinstituten, zowel op het vlak van natuur- als theologische wetenschappen.

## Dominicaanse familie

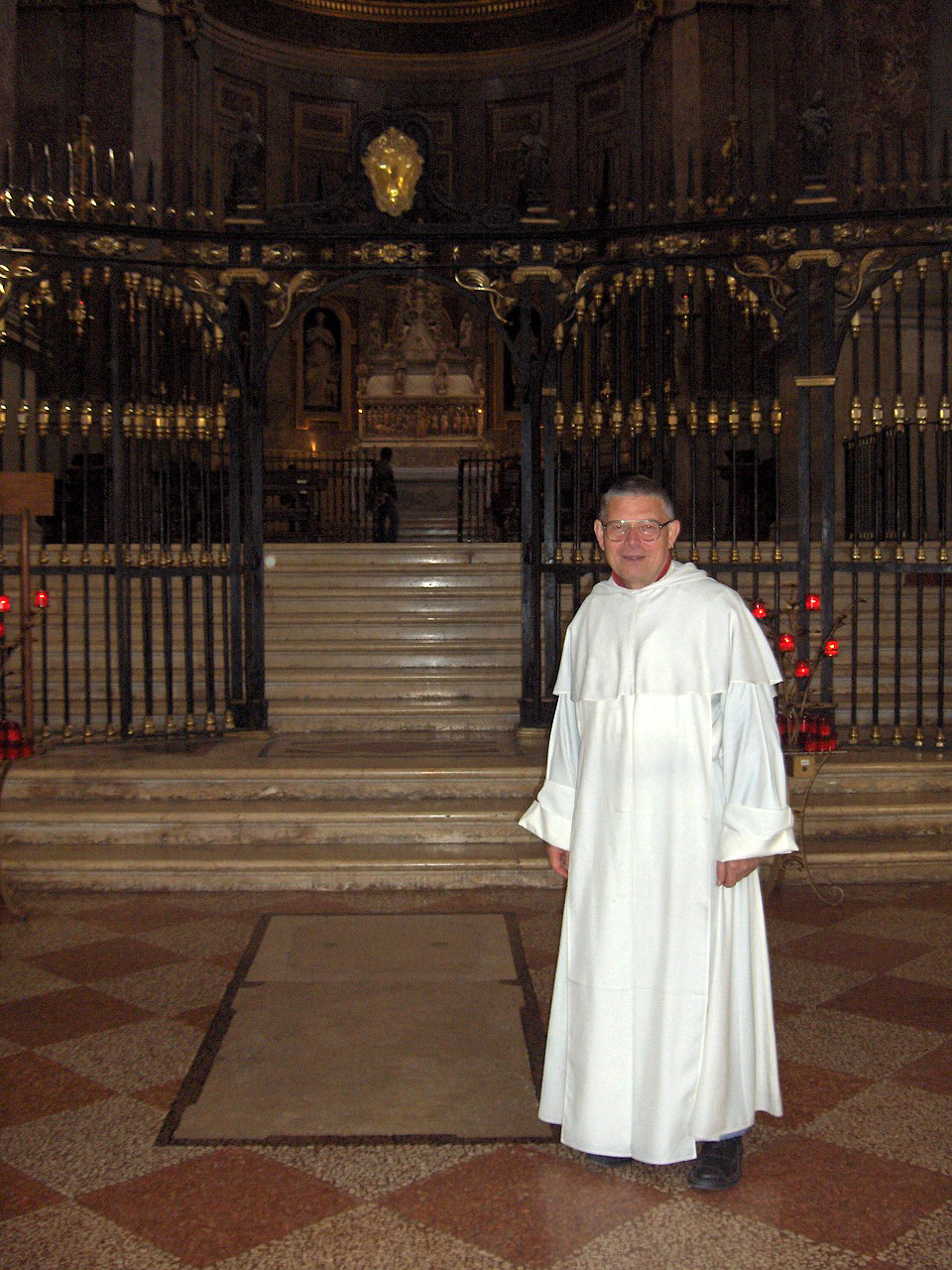
Een dominicaan in de basiliek van San Domenico in Bologna

Behalve een mannelijke tak bestaan er ook dominicanessen. Ook zijn er lekendominicanen. Dominicus stichtte zelf al in 1207 te Prouille in de Languedoc een eerste klooster voor vrouwelijke contemplatieve religieuzen. Onder zijn opvolger Jordanus van Saksen is er al sprake van leken (tertiarissen) van de orde. In 1285 keurde Munio van Zamora, de toenmalige magister van de dominicanen, een leefregel voor dominicaanse leken goed. Wereldwijd zijn er lekendominicanen die zich verbinden met de orde op grond van de Regel van Montréal die in 1987 van kracht is geworden. In Nederland werd in 1999 de "Dominicaanse Lekengemeenschap Nederland" opgericht. In Vlaanderen komen dominicaans geïnspireerde leken reeds geruime tijd samen op verschillende plaatsen, maar op 8 augustus 2018 legden 14 leken voor het eerst officiële geloften af, waardoor ze een echte dominicaanse lekenfraterniteit vormen. In Wallonië gebeurde dit reeds vroeger. De Vlaamse lekengfraterniteit komt samen in de dominicanenkerk in Knokke (Het Zoute).

## Dominicaanse heiligen
Een aantal bekende en belangrijke heiligen behoorden tot de orde van de dominicanen. Thomas van Aquino (1225-1274) en Albertus Magnus (circa 1200-1280) kregen van pausen de rang van kerkleraar. De heilige Catharina van Siëna (1347-1380), een lekendominicaan die zich actief in de politiek mengde, met veel mensen correspondeerde en mystieke geschriften schreef, verkreeg in 1970 als eerste vrouwelijke heilige deze eer. Vier pausen behoorden tot de dominicanen: Innocentius V, Pius V, Benedictus XI en Benedictus XIII.

## Vernoemingen

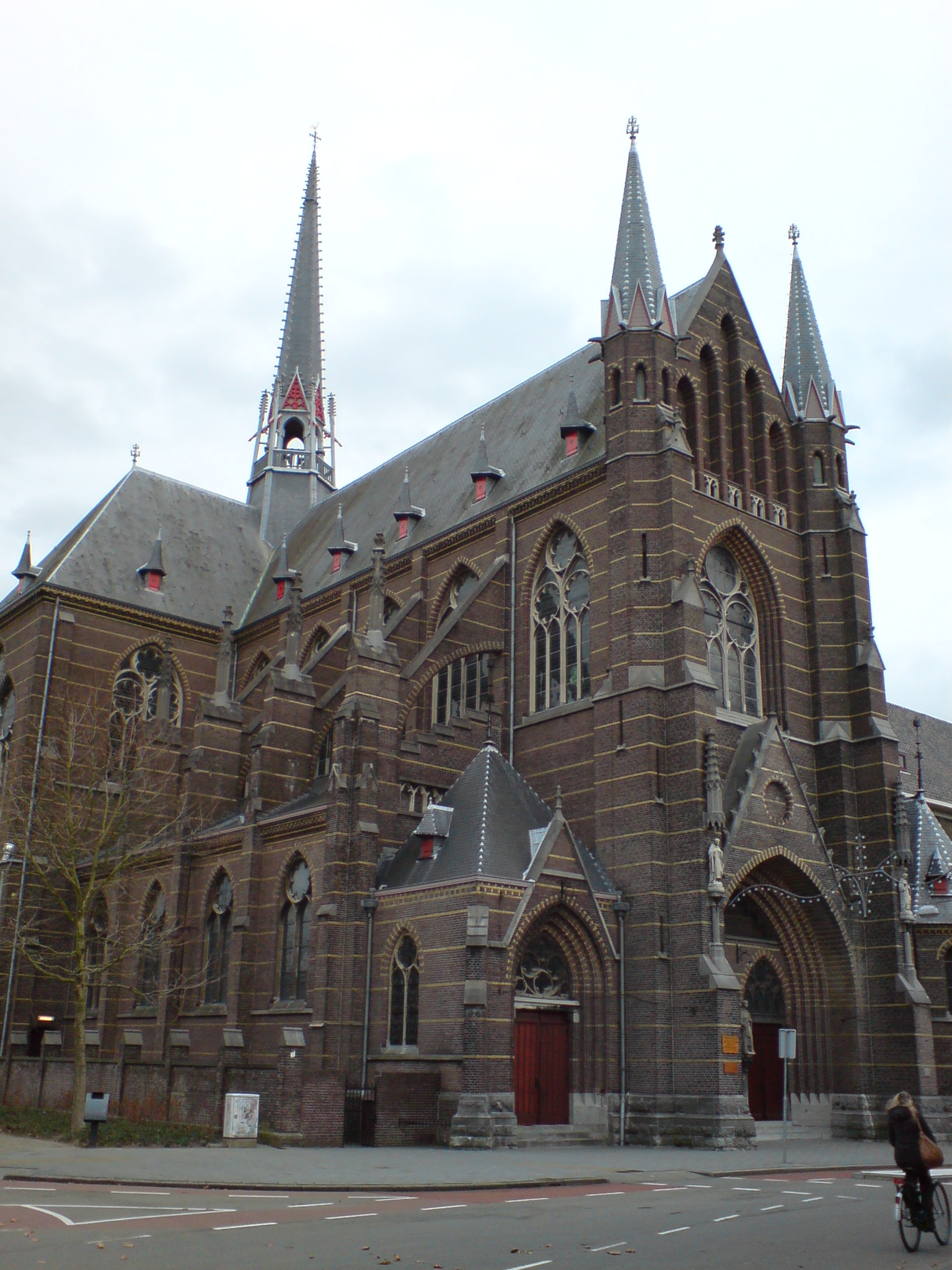
Dominicanenkerk Zwolle

In vele plaatsen In Nederland en België zijn of waren er kerken naar St. Dominicus vernoemd (Alkmaar, Amsterdam, Leeuwarden, Maastricht, Nijmegen, Rotterdam, Tiel, Utrecht; Antwerpen, Brussel, Het Zoute, Kraainem [aan de Heilige Dominicuslaan], Oostende).
De Nederlandse benaming predikheren is in verschillende straatnamen overgeleverd. Te Gent bevindt zich een dominicanenklooster (nu omgevormd tot een ontmoetingscentrum van de Universiteit Gent) aan de Predikherenlei. Zowel in Brugge als in Utrecht heet er een straat Predikherenstraat en in Utrecht heet er bovendien een Predikherenkerkhof.
Het Latijnse Ordo Praedicatorum werd in de middeleeuwen ook als predikbroeders weergegeven. In sommige plaatsen, zoals in Zutphen (klooster vermoedelijk vanuit Vlaanderen gesticht in 1288) en Zwolle (15e eeuw, afsplitsing van het Zutphense termijngebied), herinnert de benaming Broe(de)renkerk hieraan.
Een andere zeer verbreide naam is Jacobijnen. Dit sloeg op het Parijse dominicanenklooster aan de Rue Saint-Jacques. Kerken die Jacobijnenkerk heetten of heten, waren dus kerken van de dominicanen. Te Leeuwarden bevindt zich naast een Dominicuskerk ook de Grote of Jacobijnekerk. Daar is er ook een Jacobijnerkerkhof. In Utrecht is er een Jacobijnenstraat en in Haarlem een Jacobijnestraat.

## Spiritualiteit
De dominicaanse spiritualiteit neemt zeer verschillende vormen aan. Er is in deze orde geen sprake van een uniform karakter. Belangrijke elementen zijn de grote aandacht voor intellectuele vorming en studie, een kritische houding ten opzichte van kerk en samenleving en de inzet om de vruchten van studie en beschouwing door te geven aan anderen. De uitdrukking contemplari et contemplata aliis tradere van Thomas van Aquino, "beschouwen en het beschouwde aan anderen overdragen", wordt in dit verband vaak en terecht geciteerd. Als een orde die speciaal voor de verkondiging is bedoeld, leidde de intensieve bestudering van de Bijbel haast vanzelf tot een passie voor waarheid. Een van de lijfspreuken van de orde luidt dan ook Veritas, waarheid. De tweede taak van de orde, zielzorg, leidde ertoe dat zij vaak de biecht gingen afnemen. Al vroeg kwam de schaduwzijde hiervan in zicht toen de grote theologische kennis van de dominicanen hen bij uitstek geschikt leek te maken om aan de pauselijke inquisitie mee te werken. Enerzijds vertegenwoordigt deze orde zodoende de kern van de kerk, anderzijds bevindt zij zich feitelijk vaak heel letterlijk aan de rand van de kerk en maatschappij. Dit geeft aan het werk van dominicanen tegelijk ook een missionaire dimensie. Een verder motto luidt: laudare, benedicere, praedicare: loven, zegenen, verkondigen.

### Rozenkrans
Aan de dominicaan Alanus de Rupe wordt de invoering in de vijftiende eeuw van het gebruik van de rozenkrans toegeschreven. In de kunst behoort de rozenkrans tot de vaste attributen van een aantal dominicaanse heiligen. De instandhouding en bevordering van deze volksdevotie contrasteert met het intellectuele imago van de dominicanen.

## Bestuur van de Orde
Van oudsher heeft hun orde verder een democratische traditie in de keuze van de magister-generaal, provinciaals en priors en in het bestuur van provincies, kloosters en communiteiten. De dominicanen voerden al zeer vroeg het principe van beslissing bij meerderheid van stemmen.
Het generalaat van de dominicanen is gevestigd te Rome bij de Santa Sabina, de vijfde-eeuwse basiliek op de Aventijn. Eertijds was de Santa Maria sopra Minerva te Rome de hoofdkerk van de dominicanen.

## Motto's
- Laudare, Benedicere, Praedicare
Loven, Zegenen, Verkondigen
(uit het Dominicaanse Missaal, Prefatie van de H. Maagd Maria)
- Veritas
Waarheid
- Contemplare et Contemplata Aliis Tradere
- Eén in Geloof, Hoop en Liefde

## Bekende dominicanen

### 13e - 19e eeuw
- Petrus van Verona, bijgenaamd 'de Martelaar' († 1252), Italiaans zoon, bestrijder en slachtoffer van de katharen;
- Thomas van Aquino, (1225-1274), Italiaans filosoof;
- Jacobus de Voragine, (1228 of 1229-1298), Italiaans theoloog, aartsbisschop van Genua, auteur van de Legenda aurea (Gouden Legende, heiligenlevens);
- Meester Eckhart, (1260-1328), filosoof, theoloog, mysticus;
- Bernard Gui, (1261-1331) grootinquisiteur, bestrijder van de katharen;
- Fra Angelico (1395 - 1455), Italiaans kunstschilder;
- Heinrich Kramer (1430-1505) Duits inquisiteur en auteur van de Heksenhamer, Malleus Maleficiarum, succesvol handboek voor heksenvervolging;
- Girolamo Savonarola (1452-1498) Italiaans theoloog, voorloper van de Reformatie, dictator van Florence, brandstapel;
- Bartolomé de las Casas (1484-1566), Spaanse dominicaan, de eerste die werd uitgezonden naar de Nieuwe Wereld en de eerste bisschop van Chiapas. Las Casas wordt gezien als een groot beschermer van de indianen en als een van de eerste voorvechters voor de mensenrechten;
- Giordano Bruno (1548-1600) Italiaans filosoof, theoloog, wetenschapper, humanist, ketter; in Rome op de brandstapel;
- Michael Ophovius (van Ophoven) (1570-1637) bisschop van 's-Hertogenbosch;
- Juan Bautista Maíno (1581-1649), Spaans kunstschilder;
- Matthias van Lierop (16e eeuw-1621), schrijver in de Spaanse Nederlanden
- Henri Lacordaire (1802-1861), was een Frans dominicaan, predikant, journalist, parlementslid en activist in dienst van de katholiek-liberale gedachten.

### 20e en 21e eeuw
- J.V. de Groot (1848-1922) Nederlands hoogleraar Thomistische wijsbegeerte;
- Placide Bernardus Haghebaert (1849-1905), Belgisch dominicaan, lector, vertaler en letterkundige. Was bekend als vertaler De goddelijke komedie van Dante in het Nederlands;
- Georges Rutten (1875-1952) vooraanstaand figuur binnen de Christelijke Arbeidersbeweging in Vlaanderen en België;
- Réginald Garrigou-Lagrange (1877-1964) Frans theoloog, invloedrijk;
- Reinier Welschen (1877-1941) Nederlands hoogleraar Thomistische wijsbegeerte;
- Roland de Vaux (1903-1971) Frans expert van Dode Zeerollen;
- Yves Congar (1904-1995) Frans dominicaan, theoloog. Hij behoorde tot de stroming van de progressieve Nouvelle Théologie;
- Joannes De Petter (1905-1971) Belgisch filosoof en hoogleraar;
- Jan van der Ploeg (1909-2004) Nederlands hoogleraar, taalkundige, apologeet en archeoloog;
- Dominique Pire (1910-1969) Nobelprijs voor de Vrede 1958, stichter Vredeseilanden;
- Edward Schillebeeckx (1914-2009) theoloog, adviseur voor het Nederlandse episcopaat tijdens het Tweede Vaticaans Concilie;
- Jean Jérôme Hamer (1916-1996) Belgisch theoloog, curieofficiaal en kardinaal;
- Jacques Pohier (1926-2007) Frans auteur onder andere over God en euthanasie;
- Gustavo Gutiérrez (1928-2024) Peruaans bevrijdingstheoloog;
- Soeur Sourire (Jeanine Deckers) (1933-1985) korte tijd gevierd Belgisch chansonnière (Dominique-nique), uitgetreden, met vriendin zelfmoord gepleegd;
- André Lascaris (1939-2017) Nederlands theoloog en vredesactivist. In het Nederlandse taalgebied behoort hij tot de degenen die bekendheid gaven aan het werk van René Girard;
- David van Ooijen (1939-2006) Nederlands Kamerlid voor de PvdA;
- Henk Jongerius (1941-2024) Nederlands prior en dichter van kerkliederen
- Frei Betto (Carlos Christo) (1944) Braziliaans bevrijdingstheoloog, vriend van president Lula en Fidel Castro;
- Christoph Schönborn (1945) aartsbisschop van Wenen, kardinaal;
- Johan Leman (1946) professor in de sociale en culturele antropologie en in België vooral bekend als voormalig directeur van het Centrum voor Gelijkheid van Kansen en voor Racismebestrijding (CGKR);
- Erik Borgman (1957) leken-dominicaan en hoogleraar.

## De kerkelijke heraldiek en de Dominicanen

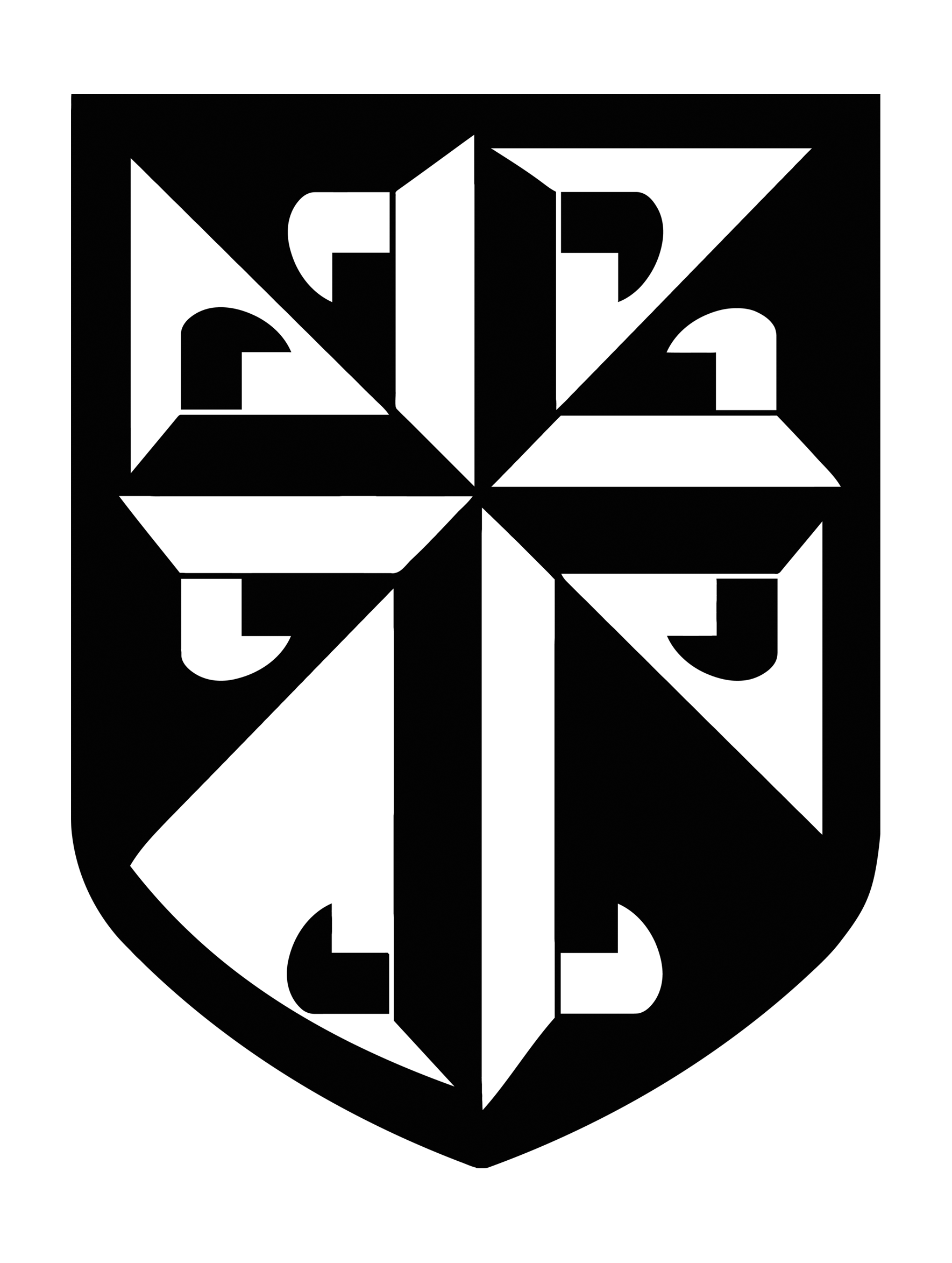
Wapen van een Dominicaan

Priesters die behoren tot de Orde van de Dominicanen, kunnen volgens de regels van de kerkelijke heraldiek een leliekruis of "croix Fleury" achter hun eventuele wapen plaatsen.

## Dominicanen in België en Nederland

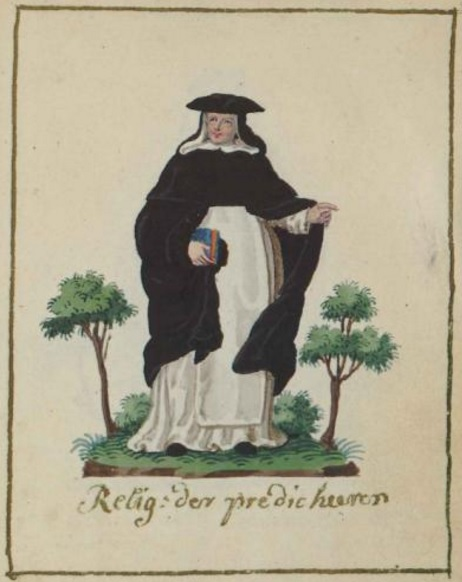
Antwerpse dominicaan/predikheer op het einde van de achttiende eeuw

Op 30 mei 2022 zijn de Nederlandse en Belgische provincie gefuseerd. De Nederlandse provincie is sindsdien een vicariaat van de Belgische provincie. Daarmee kwam er een einde aan de zelfstandige Nederlandse Dominicanenprovincie die in 1515 werd gesticht en lange tijd ook België en het noorden van Frankrijk omvatte. Sinds 1860 was Nederland een aparte provincie.

### België
Anno 2015 waren er in België nog 72 dominicanen: 40 Vlaamse (waarvan er 10 in een woonzorgcentrum verblijven) en 32 Franstaligen. Vanaf de jaren 1950 was de orde in België gesplitst in een Vlaamse en een Franstalige provincie. Iedere provincie moet minstens drie kloosters tellen met ieder minstens zes broeders. Na de sluiting van het klooster in Genk was dit niet meer het geval in Vlaanderen. Daarom werden de Belgische provincies opnieuw samengevoegd.
In 2001 werd in Brussel een Internationale Gemeenschap Sint-Dominicus opgericht waarin 10 broeders wonen en werken.
In Louvain-la-Neuve richtten de Franstalige dominicanen in 2005 de pub The Blackfriars op. De uitbating is in handen van de dominicanen, samen met lekendominicanen en studenten.
De volledige geschiedenis van de dominicanen in België werd geschreven door pater A.M. Bogaerts O.P. onder de titel van "Bouwstoffen voor de geschiedenis der dominikanen in de Nederlanden" (19 delen uitgegeven door Dominicaans Archief Leuven 1965-1981).

### Nederland
In Nederland bevinden de broeders Dominicanen zich in priorijen in Berg en Dal, Huissen, Rotterdam en Zwolle. Het vicariaat (tot 2022 provincialaat) van de Dominicanen bevindt zich in Berg en Dal. Vicaris (tot 2022 provinciaal overste) is sinds 13 maart 2013 pater René Dinklo, OP.
Zusters Dominicanessen (actieven) bevinden zich in Nijmegen, Thorn, Boxmeer en Delft. Sinds eind 2014 zijn in Sittard Amerikaanse Dominicanessen gevestigd.
De Nederlandse dominicanen waren jarenlang werkzaam in vele parochies in binnenland maar ook in de missiegebieden zoals de voormalige Nederlandse Antillen, Puerto Rico en Zuid-Afrika. Daarnaast waren broeders betrokken bij de opleiding van leken in de kloosters van Huissen en Zwolle.